# Zdeňka Bezděková
Zdeňka Bezděková, rozená Vondrušková, křtěná Zdeňka Antonie Kateřina, poprvé provdaná Bezděková, podruhé Pavlíková (19. dubna 1907 České Budějovice – 12. srpna 1999 České Budějovice) byla česká spisovatelka, filoložka a překladatelka.

## Život
Vystudovala dívčí reálné gymnázium v Českých Budějovicích a poté studovala filosofii a literaturu v Praze a Paříži. Promována byla v roce 1931.
Poprvé se provdala dne 22. června 1929 se v Praze, za gymnaziálního profesora Františka Bezděka (1896–1943). Toto manželství bylo rozvedeno v roce 1930 a prohlášeno za rozloučené roku 1932.
Od roku 1933 učila, nejprve na měšťanské škole, později na gymnáziu v Českých Budějovicích. V letech 1936 až 1941 učila češtinu na učitelském ústavu v Českých Budějovicích.. Po válce byla učitelkou v Sušici a v Praze, od roku 1949 učila českou literaturu na Pedagogické fakultě v Českých Budějovicích, kde posléze vedla katedru filologie. Do důchodu odešla v roce 1962.

## Dílo

### Knižní vydání – beletrie
- Bezbranný vítěz (román; V Praze, Práce 1947, České Budějovice, Růže 1973)
- Říkali mi Leni (román dítěte; V Praze, Práce 1948, SNDK 1959, 1962, 1967, Albatros 1971, 1975 2001, 2012, Práce 1983, Č. Budějovice, Jih 1997)
- Já, město Mokroves (Román; Praha, Práce, 1952)
- Štěstí přijde zítra (Praha, SNDK, 1960)
- O červené kuličce (ilustrace Zdeněk Miler; Praha, Mladá fronta 1963)
- Vrátím se (autor Anton Ingolič, překlad ze slovinštiny Zdeňka Bezděková-Pavlíková; Praha, NPL 1966)
- Lásky nedočkavé (Praha, Práce 1970)
- Železný prsten (ze slovinštiny přeložila Zdeňka Bezděková; Praha, Albatros 1970)
- Prázdniny v Tanapu (Plzeň, Západočes. nakl. 1973)
- Věčný Oněgin (České Budějovice, Růže, 1973)
- Marta věří na zázrak (Praha, Albatros 1974)
- Děvčátko Zdena a moudrý pes (Praha, Albatros 1977)
- Bílá paní: Obnovený obraz (Praha, Československý spisovatel 1979)
- Štěstí přijde zítra (Praha, Albatros 1979)
- Zpěváček z Voňavé meze (ilustrace Ota Janeček; Praha, Albatros, 1979
- Bludný kámen (Praha, Československý spisovatel 1986)
- Orlík, hrad na skále (Obrazy z konce 15. století; České Budějovice, Jih )
- Můj život s knihou (České Budějovice, Jih 1995

### Knižní vydání – odborná literatura
- Stará literatura česká (Praha, Státní pedagogické nakladatelství 1952, 1954, 1957)
- Literatura pro mládež (pro posluchače Vyšší školy pedagogické; Praha, SPN 1954, 1955, 1957)
- Literatura doby obrozenské (Určeno pro posluchače vyšší pedagogické školy a DS; Praha, SPN, 1956)

### Říkali mi Leni
Nejčastěji vydávaným dílem Bezděkové je kniha pro děti a mládež Říkali mi Leni. V roce 1983 též knihu vydalo nakladatelství Práce jako četbu pro žáky základních škol. Kniha byla mnohokrát upravována a přeložena do několika jazyků, například do ruštiny, angličtiny, slovenštiny či švédštiny. V poutavém a dobře vykresleném příběhu se rozvíjí osudy dívky, která byla za druhé světové války odebrána českým rodičům a zavlečena do Německa na převychování.
Desetileté děvčátko Leni prožívá nepříliš radostné dětství v rodině Freiwaldových v malém městečku v poválečném západním Německu. Ovdovělá matka Rosa, zapálená fašistka, se k tiché, citlivé a samotářské dcerce chová chladně a odtažitě, starší bratr Raul ji trápí a ubližuje jí jak jen to jde. I ve škole je Leni vystavena neustálému ponižování ze strany spolužaček. Jedinou oporou je jí laskavá babička Matylda a kamarádka Toni, které se svěřuje se svými trápeními. Leni si matně vzpomíná i na lepší časy: na milujícího tatínka, který ji učil dětské říkanky a na láskyplnou maminku, jíž se necitelná Rosa ani v nejmenším nepodobá. Byla to skutečnost, nebo jen pouhý sen?
Postupně se před dívenkou kupí indicie napovídající, že všechno je jinak, než se na první pohled zdálo a celý její dosavadní život byl jedna velká lež. Díky tomu Leni postupně zjišťuje, že byla v útlém věku adoptovaná a její starý kufřík dobře schovaný na půdě napovídá, že dokonce ani není Němka, její pravou vlastí je Československo. S pomocí učitele Bauma a amerických vojáků pak zjišťuje svou pravou totožnost – je Alena Sýkorová, dcera českého učitele, kterého za války popravili nacisté a jeho tehdy tříletou dcerku odvlekli do Německa na převychování. Leni/Alenka se vrací domů do Čech a setkává se po mnoha letech znovu se svou skutečnou maminkou.